# Tony D'Amario
Pour les articles homonymes, voir Amario.
Tony D'Amario, de son vrai nom Antoine Philippe D'Amario, né le 10 juillet 1960 à Paris 13e et mort le 29 juin 2005 à Issy-les-Moulineaux, est un acteur français.
Il est connu pour avoir tenu le rôle de K2 dans le film Banlieue 13.

## Biographie

### Carrière
Il commence en 1999 dans un petit rôle dans le film Jeanne d'Arc de Luc Besson.
Il apparait ensuite dans Tanguy, d'Étienne Chatiliez (2001).
Puis en 2003, il apparait dans la série policière Central Nuit.
En 2004, il tient son premier rôle important dans le film Banlieue 13.

### Décès
Après être apparu dans un épisode de la série Le Tuteur, le 29 juin 2005 à Issy-les-Moulineaux, (Hauts-de-Seine), Tony D'Amario meurt d'une rupture d'anévrisme à l'âge de 44 ans, au retour du tournage en Chine de Last Hour de Pascal Caubet.

## Filmographie
- 1999 : Jeanne d'Arc : le maire de Compiegne
- 2001 : La Vérité si je mens ! 2 : Charly Journo
- 2001 : Tanguy : Dur no 1
- 2001 : Les Morsures de l'aube : Le malabar du roi Raoul
- 2002 : A+ Pollux : Un compagnon de cellule
- 2002 : Aram : Alaatin
- 2003 : Central Nuit : Le truand
- 2003 : Corps a corps : Client Moon Side
- 2003 : Lovely Rita, sainte patronne des cas désespérés : Roro
- 2004 : Banlieue 13 : K2
- 2005 : Le Tuteur : Max Tardy
- 2008 : Last Hour : Casino

## Discographie

### Albums
- 2001 : Tristan & Yseult, Légende musicale (le roi Marc)